# Ferdinando Moncada Gaetani
Ferdinado Moncada Gaetani, duca di San Giovanni (Palermo, 24 ottobre 1646 – Pamplona, 28 gennaio 1712), è stato un nobile e politico italiano.

## Biografia
Penultimo di sei figli di Ignazio, dei principi di Paternò, e di Anna Maria Gaetani Saccano, figlia di Pietro principe del Cassaro e marchese di Sortino, nel 1666 sposò la nipote Giovanna Branciforte Moncada (1645-1680), figlia di Girolamo, IV duca di San Giovanni e XI conte di Cammarata, stati feudali pervenuti in dote alla sua famiglia, di cui il medesimo ebbe investitura maritali nomine il 26 febbraio 1667. Da questa unione nacquero Luigi Guglielmo, che, l'11 settembre 1680, alla morte della madre, fu investito suo jure dei titoli della stessa, e Giuseppe, che, nel 1710 otterrà il titolo di principe di Collereale, passato peraltro quasi subito al fratello per la sua morte senza figli.
Cinque anni dopo la morte della moglie, nel 1585, Ferdinando fu protagonista, insieme al figlio giovanissimo Luigi Guglielmo, di una doppia pattuizione nuziale che li vide prendere in spose le ancor più giovani cugine di Ferdinando, Margherita e Beatrice Pio di Savoia. Le due ragazzine erano figlie della nobildonna di origine ispano-portoghese, Giovanna de Moura, figlia di Marianna Moncada della Cerda, a sua volta zia di Ferdinando in quanto sorella del di lui padre Ignazio. In occasione delle celebrazioni nuziali, tenutesi a Vienna dove vivevano all'epoca le spose, venne anche pubblicata un'ode epitalamica del letterato Girolamo Branchi, con annesse «Annotazione historiche della famiglia Moncada». Si trattò di due infelici unioni forzate che videro la quattordicenne Beatrice morire a distanza soltanto di un anno, non prima però di aver strappato alla madre l'impegno a far annullare i due matrimoni. L'unione tra Ferdinando e Margherita fu in effetti annullata dal Patriarca di Venezia nel 1688, in quanto contratta «per vim et metum» (cioè per forza di timore, con violenza morale).
Capitano e governatore della compagnia dei cavalli e governatore delle Fiandre, ebbe concesso il titolo di Grande di Spagna di prima classe nel 1672, e fu generale delle galere in Sicilia nel 1675.
Moncada ricoprì gli incarichi di viceré di Sardegna (1699-1703), di viceré di Navarra (1706), di ministro della guerra (1707-1709), di membro del Consejo de Estado (1709-1712), e nuovamente di viceré di Navarra (1710-1712).

## Ascendenza
|                                                   |                                              |                                                 | Genitori                                              |  |  | Nonni |  |  | Bisnonni                                       |  |  | Trisnonni                                      |  |
|                                                   |                                              |                                                 |                                                       |  |  |       |  |  | Francesco Moncada de Luna, principe di Paternò |  |  | Cesare Moncada Pignatelli, principe di Paternò |  |
|                                                   |                                              |                                                 |                                                       |  |  |       |  |  | Francesco Moncada de Luna, principe di Paternò |  |  | Cesare Moncada Pignatelli, principe di Paternò |  |
|                                                   |                                              | Aloisia de Luna Vega, duchessa di Bivona        |                                                       |  |  |       |  |  | Francesco Moncada de Luna, principe di Paternò |  |  |                                                |  |
| Antonio d'Aragona Moncada, principe di Paternò    |                                              |                                                 |                                                       |  |  |       |  |  | Francesco Moncada de Luna, principe di Paternò |  |  |                                                |  |
|                                                   |                                              | Maria d'Aragona La Cerda, duchessa di Montalto  | Antonio d'Aragona Cardona, duca di Montalto           |  |  |       |  |  |                                                |  |  |                                                |  |
|                                                   |                                              | Maria d'Aragona La Cerda, duchessa di Montalto  | Antonio d'Aragona Cardona, duca di Montalto           |  |  |       |  |  |                                                |  |  |                                                |  |
|                                                   |                                              | Maria d'Aragona La Cerda, duchessa di Montalto  | María de la Cerda y Manuel de Portugal                |  |  |       |  |  |                                                |  |  |                                                |  |
| Ignazio Moncada La Cerda                          |                                              | Maria d'Aragona La Cerda, duchessa di Montalto  |                                                       |  |  |       |  |  |                                                |  |  |                                                |  |
|                                                   |                                              | Juan de la Cerda y Aragón, duca di Medinaceli   | Juan Luis de la Cerda y de Noroña, duca di Medinaceli |  |  |       |  |  |                                                |  |  |                                                |  |
|                                                   |                                              | Juan de la Cerda y Aragón, duca di Medinaceli   | Juan Luis de la Cerda y de Noroña, duca di Medinaceli |  |  |       |  |  |                                                |  |  |                                                |  |
|                                                   |                                              | Juan de la Cerda y Aragón, duca di Medinaceli   | Isabella d'Aragona Cardona                            |  |  |       |  |  |                                                |  |  |                                                |  |
| Juana de la Cerda y de la Cueva                   |                                              | Juan de la Cerda y Aragón, duca di Medinaceli   |                                                       |  |  |       |  |  |                                                |  |  |                                                |  |
|                                                   |                                              | Ana de la Cueva y de la Lama                    | Gabriel de la Cueva y Girón, duca di Alburquerque     |  |  |       |  |  |                                                |  |  |                                                |  |
|                                                   |                                              | Ana de la Cueva y de la Lama                    | Gabriel de la Cueva y Girón, duca di Alburquerque     |  |  |       |  |  |                                                |  |  |                                                |  |
|                                                   |                                              | Ana de la Cueva y de la Lama                    | Juana de la Lama y de la Cueva, marchesa di Ladrada   |  |  |       |  |  |                                                |  |  |                                                |  |
| Ferdinando Moncada Gaetani, duca di San Giovanni  |                                              | Ana de la Cueva y de la Lama                    |                                                       |  |  |       |  |  |                                                |  |  |                                                |  |
|                                                   | Cesare Gaetani Moncada, principe del Cassaro | Pietro Gaetani del Bosco, barone di Cassaro     |                                                       |  |  |       |  |  |                                                |  |  |                                                |  |
|                                                   | Cesare Gaetani Moncada, principe del Cassaro | Pietro Gaetani del Bosco, barone di Cassaro     |                                                       |  |  |       |  |  |                                                |  |  |                                                |  |
|                                                   | Cesare Gaetani Moncada, principe del Cassaro | Giovanna Moncada Pignatelli                     |                                                       |  |  |       |  |  |                                                |  |  |                                                |  |
| Pietro Gaetani del Carretto, principe del Cassaro | Cesare Gaetani Moncada, principe del Cassaro |                                                 |                                                       |  |  |       |  |  |                                                |  |  |                                                |  |
|                                                   |                                              | Anna del Carretto                               | Girolamo del Carretto Tagliavia                       |  |  |       |  |  |                                                |  |  |                                                |  |
|                                                   |                                              | Anna del Carretto                               | Girolamo del Carretto Tagliavia                       |  |  |       |  |  |                                                |  |  |                                                |  |
|                                                   |                                              | Anna del Carretto                               | Elisabetta del Carretto                               |  |  |       |  |  |                                                |  |  |                                                |  |
| Anna Gaetani Saccano                              |                                              | Anna del Carretto                               |                                                       |  |  |       |  |  |                                                |  |  |                                                |  |
|                                                   |                                              | Giacomo Maria Saccano Lanza, barone di Monforte | Baldassarre Saccano Rosso, barone di Monforte         |  |  |       |  |  |                                                |  |  |                                                |  |
|                                                   |                                              | Giacomo Maria Saccano Lanza, barone di Monforte | Baldassarre Saccano Rosso, barone di Monforte         |  |  |       |  |  |                                                |  |  |                                                |  |
|                                                   |                                              | Giacomo Maria Saccano Lanza, barone di Monforte | Antonella Lanza, baronessa di Casalnuovo              |  |  |       |  |  |                                                |  |  |                                                |  |
| Antonia Saccano Valdina                           |                                              | Giacomo Maria Saccano Lanza, barone di Monforte |                                                       |  |  |       |  |  |                                                |  |  |                                                |  |
|                                                   |                                              | Topazia Valdina Alliata                         | Francesco Valdina Recanati, barone della Rocca        |  |  |       |  |  |                                                |  |  |                                                |  |
|                                                   |                                              | Topazia Valdina Alliata                         | Francesco Valdina Recanati, barone della Rocca        |  |  |       |  |  |                                                |  |  |                                                |  |
|                                                   |                                              | Topazia Valdina Alliata                         | Leonzia Alliata della Caprona                         |  |  |       |  |  |                                                |  |  |                                                |  |
|                                                   |                                              | Topazia Valdina Alliata                         |                                                       |  |  |       |  |  |                                                |  |  |                                                |  |